# Joseph Warren Barker
Joseph Warren Barker (Lawrence, Massachusetts, 17 de junho de 1891 – New Rochelle, 10 de dezembro de 1975) foi um engenheiro eletricista e mecânico estadunidense, decano da Faculdade de Engenharia da Universidade Columbia, e 75.º presidente da Sociedade dos Engenheiros Mecânicos dos Estados Unidos em 1956-1957.

## Biografia

### Início de carreira
Nascido em Lawrence, Massachusetts em 1891, filho de Frederick Barker e Alice Ann (Alletson) Barker. Começou seus estudos na Universidade de Chicago em 1909-1910. Foi então para o Instituto de Tecnologia de Massachusetts, onde obteve o bacharelado em engenharia elétrica em 1916.
Após a graduação em 1916 alistou-se na Marinha dos Estados Unidos, onde serviu no United States Army Coast Artillery Corps em 1916-1917 e 1923-1924. Desligou-se como oficial do exército em 1925, e foi apontado professor associado de engenharia do Instituto de Tecnologia de Massachusetts. Foi depois professor de engenharia elétrica da Universidade Lehigh.

### Prosseguimento da carreira e honrarias
De 1930 a 1946 foi decano de engenharia na Universidade Columbia. Na Segunda Guerra Mundial foi assistente especial do Secretário da Marinha Frank Knox em Washington. Como chefe da Division of Training Liaison Coordination reorganizou o programa de treinamento e educação da Marinha dos Estados Unidos.
Barker retirou-se de Columbia em 1946. Em 1956-1957 foi presidente da Sociedade dos Engenheiros Mecânicos dos Estados Unidos.

## Publicações selecionadas
- Joseph Warren Barker, Technique of economic studies of lighting in industry, 1927.
- Joseph Warren Barker, Research Corporation (1912–1952): Dedicated to Progress in Education and Science. New York: Newcomen Society in North America, 1952